# Фанні Берні
Фанні Берні (англ. Frances Burney, відома як англ. Fanny Burney, після шлюбу фр. Madame d’Arblay; 13 червня 1752, Кінгс-Лінн, графство Норфолк — 6 січня 1840, Бат) — англійська письменниця.

## Біографія

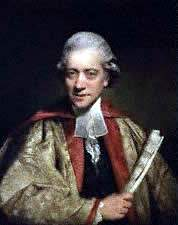
Дж. Рейнольдс. Портрет Чарлза Берні, 1781

Дочка відомого історика музики, органіста і композитора Чарлза Берні і матері французького походження та католицького віросповідання (її батько, дід Фанні на прізвище Дюбуа, був французьким емігрантом в Англії). У десятирічному віці Берні втратила матір; мачуха (батько вдруге одружився в 1766) не користувалася її любов'ю, як і любов'ю інших п'ятьох дітей (старший брат Фанні Джеймс став згодом адміралом і супроводжував Кука в двох його останніх подорожах). Батько віддавав перевагу іншим дочкам, Фанні, що росла одиначкою, пізно навчилася письма. Вона взагалі була самоучкою, тоді як двох її сестер відправили на навчання в Париж: школою для Фанні стала бібліотека батька, насамперед — твори Плутарха і Шекспіра. У 16 років вона почала вести щоденник.
Берні з юності входила у вищі кола Лондона, постійно спілкувалася з Семюелом Джонсоном, Берком, Рейнолдсом та ін., Була учасницею жіночого гуртка «Сині панчохи», де, крім перерахованих, регулярно бували актор Дейвід Гаррік, письменники Річардсон, Джеймс Босуелл,  Горас Волпол, Джоанна Бейлі, Елізабет Картер та інші. У 1786 році вона була призначена другою берегинею гардеробу королеви Шарлотти і залишалася на цій посаді до 1790 року, покинувши її за станом здоров'я та зберігши хороші відносини з королівським двором.
У 1792 році познайомилася з французьким генералом Олександром Д'Арбле, який щойно емігрував до Англії, зблизилася з гуртком французьких-емігрантів в Лондоні. Д'Арбле представив Берні Жермені де Сталь. У 1793 році одружилася з Д'Арбле, в 1794 році народила сина. У 1801 році генерал був покликаний на службу Наполеоном Бонапартом, дружина і син супроводжували його в Париж. У зв'язку з війною, що почалася між Францією і Англією, сім'я була на 10 років (1802–1812) інтернована у Франції. У Берні розвинувся рак грудей, вона перенесла важку операцію без наркозу, про яку написала детальний звіт (див .: ). У 1815 році генерал Д'Арбле в складі британської королівської гвардії брав участь у військових діях проти Наполеона, який покинув острів Ельба (Сто днів), був поранений. Берні, їде в Лондон поховати батька (1814), приєдналася до чоловіка, що одужував після поранення в Трірі, в 1815 році вони разом повернулися в Англію. Після смерті чоловіка (1818) Берні більше не займалася літературою. У 1832 році вона видала батьківські «Спогади».

## Творчість
Передчуваючи романтизм, написані в епістолярній або автобіографічній формі, психологічно достовірні і спостережливі до навколишнього світу романи Берні «Евеліна» (1778, вид. анонімно, перевиданий у 1965), «Сесілія» (1782), «Камілла» (1796), її сатиричні комедії («Любов і мода», 1799, та ін.) мали великий успіх у сучасників і сучасниць, їх читали навіть короновані особи та весь двір. Однак для нащадків Фанні Берні залишилася чи не виключно авторкою щоденників, які вела протягом життя і які були видані після її смерті. Такі «Ранні щоденники 1768–1778» (опубл. 1889), які дають картину літературного і громадського життя Британії тих років, і більш пізні «Щоденники і листи 1778–1840» (опубл. 1842 — 1846), в яких багато місця приділяється подробицям придворного побуту.

## Визнання
Романи Берні читала і цінувала Джейн Остін (назва її головного роману "Гордість і упередження" — цитата з роману Берні «Сесілія»), її щоденниками як джерелом користувався Вільям Теккерей при описі битви при Ватерлоо в романі «Ярмарок марнославства». «Щоденники» Берні високо оцінені Вірджинією Вулф. Повною мірою її значення було усвідомлено в XX столітті, коли її назвали «матір'ю англійської прози».

## Новітні видання
- The Journal and Letters of Fanny Burney (Madame D'Arblay) 1791—1840. 12 vols. Oxford: Oxford UP, 1972—1984

## посилання
- Сайт [Архівовано 20 січня 2012 у Wayback Machine.] Товариства Фанні Берні (англ.)
- Сайт Центру Фанні Берні (англ.)